# ترانسنيستريا
ترانسنيستريا أو ترانسدنيستريا، أو رسميا جمهورية بريدنيستروفيا المولدوفية (بالروسية: Приднестровская Молдавская Республика؛ بالمولدوفية: Република Молдовеняскэ Нистрянэ؛ بالأوكرانية: Придністровська Молдавська Республіка) هي دولة انفصالية في الشريط الضيق بين نهر دنيستر والحدود الأوكرانية، ومعترف بها دوليًا في الوقت الحالي كجزء من مولدوفا، عاصمتها تيراسبول. اعترفت ثلاث دول أخرى غير معترف بها في الغالب، بترانسنيستريا: أبخازيا، وأرتساخ (مرتفعات قرة باغ)، أوسيتيا الجنوبية.
تم تعيين ترانسنيستريا من قبل الوحدة الإقليمية ذاتية الحكم في ترانسنيستريا.
بعد حل الاتحاد السوفيتي، تصاعدت التوترات بين مولدوفا وأراضي ترانسنيستريا الانفصالية إلى صراع عسكري بدأ في مارس 1992 وانتهى بوقف إطلاق النار في يوليو من نفس العام. وكجزء من ذلك الاتفاق، تشرف لجنة مراقبة مشتركة ثلاثية الأطراف (روسيا ومولدوفا وترانسنيستريا) على الترتيبات الأمنية في المنطقة منزوعة السلاح، والتي تضم عشرين منطقة على جانبي النهر. على الرغم من استمرار وقف إطلاق النار، لا يزال الوضع السياسي للإقليم دون حل: ترانسنيستريا هي جمهورية شبه رئاسية غير معترف بها ولكنها مستقلة بحكم الواقع ولها حكومتها وبرلمانها وجيشها وشرطتها ونظامها البريدي والعملة وتسجيل المركبات. وقد اعتمدت سلطاتها دستورًا وعلمًا ونشيدًا وطنيًا وشعار النبالة.
بموجب اتفاقية عام 2005 بين مولدوفا وأوكرانيا، يجب أن تكون جميع شركات ترانسنيستريا التي تسعى لتصدير البضائع عبر الحدود الأوكرانية مسجلة لدى السلطات المولدوفية. تم تنفيذ هذا الاتفاق بعد دخول بعثة المساعدة الحدودية للاتحاد الأوروبي إلى مولدوفا وأوكرانيا حيز التنفيذ في عام 2005. كما أن معظم الترانسنيستريين يحملون الجنسية المولدوفية، ولكن العديد من الترانسنيستريين يحملون الجنسية الروسية والأوكرانية أيضًا. كانت المجموعات العرقية الرئيسية في عام 2015 من الروس (34٪)، والمولدوفيين (33٪)، والأوكرانيين (26.7٪)، والبلغار (2.8٪).
ترانسنيستريا وأبخازيا وأوسيتيا الجنوبية وأرتساخ (مرتفعات قرة باغ) هي مناطق «نزاع مجمد» بعد الاتحاد السوفيتي. تحافظ هذه الدول الأربع المعترف بها جزئيًا على علاقات ودية مع بعضها البعض وتشكل مجتمعًا للديمقراطية وحقوق الأمم.

## الأسماء
على الرغم من أن الاسم الأكثر شهرة في اللغة الإنجليزية باسم ترانسنيستريا، فإن الاسم الرسمي للمنطقة هو بريدنيستروفي. فيما يلي شرح مفصل للأسماء المستخدمة لترانسنيستريا، الرسمية وغير الرسمية، كما تظهر باللغات المحلية واللغة الإنجليزية.

### الأسماء رسمية طويلة
ترانسنيستريا لديها ثلاث لغات رسمية: الروسية والمولدوفية (بالأبجدية السيريلية) والأوكرانية. في كل من اللغات الوطنية الثلاث، يقرأ الاسم:-
- الروسية: Приднестровская Молдавская Республика (Pridnestrovskaya Moldavskaya Respublika), اختصار ПМР
- المولدوفية السيريلية: Република Молдовеняскэ Нистрянэ (Republica Moldovenească Nistreană), اختصار РМН
- الأوكرانية: Придністровська Молдавська Республіка (Prydnistrovs'ka Moldavs'ka Respublika), اختصار ПМР

تظهر اختصارات كل اسم باللغات الرسمية أيضًا على شعار النبالة ترانسنيستريا.
يعطي دستور ترانسنيستريا الاسم الرسمي باسم Pridnestrovie Moldavskaya Respublica (PMR).
بعض السلطات، مثل مكتب الرئيس، تترجم هذا الاسم إلى الإنجليزية باسم Pridnestrovian Moldavian Republic. الاختصار الرسمي في اللغة الإنجليزية هو جمهورية بريدنيستروفيا المولدافية.

### الاسم رسمي قصير
الاسم الرسمي المختصر (الاسم في الاستخدام اليومي) الروسية هو "Приднестровье", Pridnestrovie، والذي يعني حرفيا "Cisdniestria". الاسم المختصر اللغة الرومانية نيسترينيا (Нистреня in Cyrillic)، اللغة الأوكرانية Придністров'я - Prydnistrovya.
تفضل حكومة جمهورية بريدنيستروفيا المولدافية عدم ترجمة اسم البلد عند كتابته اللغة الإنجليزية. بموجب مرسوم تسمية رئاسي لعام 2000، فإن الترجمة الصوتية بالحروف اللاتينية هي بريدنيستروفي.

### الأسماء أخرى قيد الاستخدام
في روسيا، دائمًا ما تكون الأسماء المستخدمة في ترانسنيستريا إما Pridnestrovskaia Moldavskaia Respublica أو Pridnestrovie (الاسمان الرسميان، الطويل والقصير على التوالي). ومع ذلك، في اللغة الإنجليزية، تم استخدام مجموعة متنوعة من الأسماء لوصف المنطقة، من بينها: Trans-Dniester ، Transdnistria ، Transdniestria ، Transdniestr ، Trans-Dniestria ، Transdniester ، Transniestria ، Transdnestr ، وكذلك Trans-Dnjestr و Trans-Dnjester.
تشير حكومة مولدوفا إلى المنطقة Stînga Nistrului ، والتي تعني «الضفة اليسرى من نهر دنيستر» على الرغم من أنه في النص المولدافي اللاتيني، فإن الاسم الرسمي هو Republica Moldovenească Nistreană (الذي يُترجم إلى الإنجليزية باسم "Nistrian Moldavian Republic").
استخدمت المحكمة الأوروبية لحقوق الإنسان اسم جمهورية ترانسدنيستريا المولدافية أو جمهورية ترانسنيستريا المولدوفية (MRT)، بينما تشير منظمة الأمن والتعاون في أوروبا وغيرها أحيانًا إلى جمهورية ترانسنيستريا المولدوفية (TMR). يستخدم المؤلف تشارلز كينغ في كتابه The Moldovans ، الاسمين Dnestr Republic و Dnestr Moldovan Republic (DMR).

### خلفية التسمية
نهر دنيستر. في الرومانية/المولدافية، يُعرف النهر باسم نيسترو . اسم «ترانسنيستريا» روماني/مولدافي ويعني حرفيا «ما بعد نهر دنيستر». تم استخدام الاسم في رومانيا في وقت مبكر من عام 1924، ولكن تم تعميمه دوليًا خلال الحرب العالمية الثانية. لذلك، هذا الاسم مسيء للغاية للسكان المحليين.
في كل من الروسية والأوكرانية، يحمل الاسم معنى أكثر حرفية حيث يطلق عليه "Cisdniestria" which means "On this side of the Dniester", "By-The-Dniester" or "On-The-Dniester" (على عكس ما وراء دنيستر).

## تاريخ
في العصور الوسطى، كانت تسكن المنطقة قبائل سلافية وأحيانا بدو من الترك، شكل جزء من كييف روس في فترات من التاريخ، وجزءا من دوقية ليتوانيا في القرن الخامس عشر، كانت المنطقة خاضعة للدولة العثمانية في 1504، تخلت عنها بتقديمها إلى سلطة الامبراطورية الروسية في 1792. وفي ذلك الوقت، كانت تتألف أساسا من سكان مولدوفيين / رومانييين / وسلاف، وبعض البدو التتار.
بعد الثورة الروسية، كانت المنطقة جزءا من مولدوفية ذات الحكم الذاتي في الجمهورية الأوكرانية الاشتراكية السوفيتية. كان لا زال الملداف يشكلون عددا كبيرا من السكان وكانت هناك دروس باللغة المولدوفية.
منذ أواخر القرن الثامن عشر اسكنت الامبراطورية الروسية فيها أهالي من رعاياها بغية حماية حدودها الجنوبية الغربية. وكانت السلطات الروسية تشجع الهجرة إلى ترانسنيستريا للبلغار والروس والالمان والارمن والإغريق والملدافيين. وعلى امتداد القرن التاسع عشر ظل الجزء الأكبر من ترانسنيستريا داخلا في الامبراطورية الروسية، ومن ثم في جمهورية أوكرانيا السوفيتية والاتحاد السوفيتي.
خلال الحرب العالمية الثانية ضمت إلى رومانيا المحور. وبعد الحرب العالمية الثانية أدرجت مع بيساربيا في الجمهورية الأوكرانية الاشتراكية السوفيتية، مقابل ادراج بيسارابيا الجنوبية في الجمهورية الأوكرانية الاشتراكية السوفيتية.
في عقد 1940، تم ترحيل عرقي للرومانيين إلى سيبيريا وكازاخستان، بتهمة التواطؤ مع الجيش الألماني وحلفائهم الرومان خلال الحرب، وحل محلهم الأوكرانيين والروس. عاد غالبية الرومانيين سنة 1950، خلال عملية إزالة سياسات ستالين.
معظم الصناعة في جمهورية مولدوفا الاشتراكية كانت تقع في ترانسنيستريا، بينما بقية البلاد تواصل مع الاقتصاد القائم على الزراعة. في عام 1990، كانت تشكل ترانسنيستريا 40 ٪ من الناتج المحلي الإجمالي في مولدوفا، و 90 ٪ من إنتاج الكهرباء.

### الانفصال
في الثمانينيات، سمحت سياسات ميخائيل جورباتشوف بشأن البيريسترويكا والجلاسنوست في الاتحاد السوفيتي بالتحرر السياسي على المستوى الإقليمي. أدى ذلك إلى إنشاء حركات غير رسمية مختلفة في جميع أنحاء البلاد، وإلى صعود القومية داخل معظم الجمهوريات السوفيتية. في جمهورية مولدوفا الاشتراكية السوفيتية على وجه الخصوص، كان هناك عودة كبيرة للقومية الموالية لرومانيا بين العرقية المولدوفية. كانت أبرز هذه الحركات الجبهة الشعبية لمولدوفا. في ربيع عام 1988، طالب السلطات السوفيتية بإعلان مولدوفا لغة الدولة الوحيدة، والعودة إلى استخدام الأبجدية اللاتينية، والاعتراف بالهوية العرقية المشتركة للمولدوفيين والرومانيين. تبنت الفصائل الأكثر راديكالية في الجبهة الشعبية مواقف متطرفة مناهضة للأقليات، وإثنية، وشوفينية، تدعو الأقليات، ولا سيما السلاف (بشكل رئيسي الروس والأوكرانيين) وغاغاوز، إلى مغادرة أو طردهم من مولدوفا.
في 31 أغسطس 1989، اعتمد السوفيت الأعلى جمهورية مولدوفا الاشتراكية السوفيتية المستقلة ذاتيا كلغة رسمية فقط مع الاحتفاظ الروسية فقط لأغراض ثانوية، وأعاد المولدوفى إلى الأبجدية اللاتينية، وأعلن هوية لغوية مولودية رومانية مشتركة. مع نشر خطط التغييرات الثقافية الرئيسية في مولدوفا، زادت التوترات. شعرت الأقليات العرقية بالتهديد من احتمالات إزالة اللغة الروسية كلغة رسمية، والتي كانت بمثابة وسيلة للتواصل بين الأعراق، ومن المحتمل إعادة توحيد مولدوفا ورومانيا في المستقبل، وكذلك الخطاب العرقي المتمركز حول الجبهة الشعبية. ضغطت حركة ييدنستفو (الوحدة)، التي أنشأها السكان السلافيون في مولدوفا، من أجل منح مكانة متساوية لكل من روسيا ومولدوفا. اختلف تكوين ترانسنيستريا العرقي واللغوي بشكل كبير عن معظم بقية مولدوفا. كانت نسبة العرقية الروسية والأوكرانية مرتفعة بشكل خاص وتحدثت الغالبية العظمى من السكان، وبعضهم من أصل مولدوفا، الروسية كلغة أم. شكل العرقية المولدوفية أقل من 40 ٪ من سكان ترانسنيستريا في عام 1989.
فازت الجبهة الشعبية القومية بأول انتخابات برلمانية حرة في جمهورية مولدوفا الاشتراكية السوفيتية في ربيع عام 1990، [38] وبدأ تنفيذ جدول أعمالها ببطء. في 2 سبتمبر 1990، أعلنت جمهورية بريدنيستروفيا المولدوفية الاشتراكية السوفيتية جمهورية سوفيتية من قبل جمعية مخصصة، المؤتمر الثاني لممثلي الشعوب في ترانسنيستريا. تصاعد العنف عندما دعت الجبهة الشعبية المتطوعين في أكتوبر 1990 المتطوعين لتشكيل ميليشيات مسلحة لوقف استفتاء الحكم الذاتي في غاغاوزيا، التي لديها حصة أعلى من الأقليات العرقية. ورداً على ذلك، تم تشكيل ميليشيات متطوعة في ترانسنيستريا. في أبريل 1990، هاجمت حشود قومية أعضاء البرلمان من أصل روسي، بينما رفضت الشرطة المولدوفية التدخل أو استعادة النظام.
من أجل الحفاظ على SSR المولدوفية الموحدة داخل الاتحاد السوفيتي ومنع تصاعد الموقف أكثر، أعلن الرئيس السوفيتي ميخائيل جورباتشوف، في حين استشهد بتقييد الحقوق المدنية للأقليات العرقية من قبل مولدوفا كسبب للنزاع، إعلان ترانسنيستريا ليكون تفتقر إلى الأساس القانوني وألغته بموجب مرسوم رئاسي في 22 ديسمبر 1990. ومع ذلك، لم يتم اتخاذ أي إجراء هام ضد ترانسنيستريا وتمكنت السلطات الجديدة ببطء من السيطرة على المنطقة.

### حرب ترانسنيستريا
تبعت حرب ترانسنيستريا اشتباكات مسلحة على نطاق محدود اندلعت بين انفصاليين ترانسنيستريا ومولدوفا في وقت مبكر من نوفمبر 1990 في دوبوساري. جاء المتطوعون، بما في ذلك القوزاق، من روسيا لمساعدة الجانب الانفصالي. في منتصف أبريل 1992، بموجب الاتفاقات المتعلقة بتقسيم المعدات العسكرية للاتحاد السوفيتي السابق الذي تم التفاوض عليه بين الجمهوريات الخمس عشرة السابقة في الأشهر السابقة، أنشأت مولدوفا وزارة الدفاع الخاصة بها. وفقًا لمرسوم إنشائه، كان من المقرر أن تحتفظ مولدوفا بمعظم المعدات العسكرية للجيش السوفيتي الرابع عشر. ابتداء من 2 مارس 1992، كان هناك عمل عسكري منسق بين مولدوفا وترانسنيستريا. اشتد القتال طوال أوائل عام 1992. ودخل جيش الحرس الرابع عشر السوفيتي السابق النزاع في مرحلته النهائية، وفتح النار على القوات المولدوفية. قُتل حوالي 700 شخص. لم تمارس مولدوفا منذ ذلك الحين أي سيطرة أو تأثير فعال على سلطات ترانسنيستريا. وظل اتفاق وقف إطلاق النار الموقع في 21 يوليو 1992 حتى يومنا هذا.

### مزيد من المفاوضات

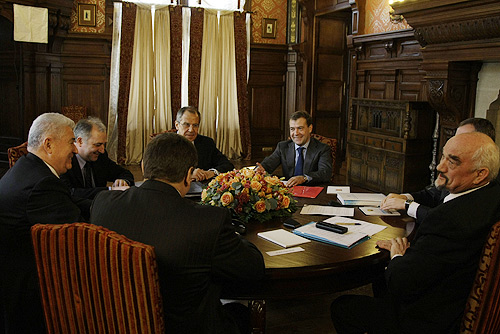
إيغور سميرنوف مع فلاديمير فورونين وديمتري ميدفيديف في بارفيخا، 18 مارس 2009

تحاول منظمة الأمن والتعاون في أوروبا تسهيل تسوية تفاوضية. تحت رعاية منظمة الأمن والتعاون في أوروبا، في 8 مايو 1997، وقع الرئيس المولدوفي بترو لوسينشي ورئيس ترانسنيستريا إيغور سميرنوف «مذكرة بشأن مبادئ تطبيع العلاقات بين جمهورية مولدوفا وترانسنيستريا»، والمعروفة أيضًا باسم «مذكرة بريماكوف»، إقامة العلاقات القانونية وعلاقات الدولة، على الرغم من أن أحكام المذكرة تم تفسيرها بشكل مختلف من قبل حكومتي مولدوفا وترانسنيستريا.
في نوفمبر 2003، اقترح دميتري كوزاك، مستشار الرئيس الروسي فلاديمير بوتين، مذكرة حول إنشاء دولة فيدرالية غير متماثلة في مولدوفا، مع وجود مولدوفا بأغلبية وترانسنيستريا كونها جزء أقلية من الاتحاد. المعروفة باسم «مذكرة كوزاك»، لم تتطابق مع موقف ترانسنيستريا، التي سعت إلى وضع متساوٍ بين ترانسنيستريا ومولدوفا، لكنها أعطت ترانسنيستريا صلاحيات الفيتو على التغييرات الدستورية المستقبلية؛ هذا شجع ترانسنيستريا على التوقيع عليها. كان فلاديمير فورونين في البداية داعمًا للخطة، لكنه رفض التوقيع عليها بعد المعارضة الداخلية والضغط الدولي من منظمة الأمن والتعاون في أوروبا والولايات المتحدة، وبعد أن أيدت روسيا طلب ترانسنيستريا الحفاظ على وجود عسكري روسي للسنوات العشرين القادمة كضمان الاتحاد المقصود.
بدأت المحادثات في عام 2006 للتعامل مع المشاكل، ولكن دون نتائج لسنوات عديدة. في فبراير 2011، بدأ ما يسمى ب «محادثات 5 + 2» (التي سميت على هذا النحو لأنها قامت بها ترانسنيستريا ومولدوفا وأوكرانيا وروسيا ومنظمة الأمن والتعاون في أوروبا، بالإضافة إلى الولايات المتحدة والاتحاد الأوروبي كمراقبين خارجيين) مرة أخرى في فيينا. بعد ضم شبه جزيرة القرم من قبل روسيا في مارس 2014، طلب رئيس برلمان ترانسنيستريا الانضمام إلى الاتحاد الروسي.

## الحكومة والسياسة
ترانسنيستريا هي ديمقراطية رئاسية. يتم انتخاب الرئيس مباشرة لمدة أقصاها خمس سنوات بحد أقصى مرتين متتاليتين. الرئيس الحالي هو فاديم كراسنوسيلسكي.
المجلس الأعلى هو مجلس تشريعي من مجلس واحد. لديها 43 عضوا يتم انتخابهم لمدة 5 سنوات. تجرى الانتخابات داخل نظام التعددية الحزبية. الأغلبية في برلمان ترانسنيستريا تنتمي إلى حركة التجديد التي هزمت حزب الجمهورية التابع لإيجور سميرنوف في عام 2005 وأدت بشكل أفضل في انتخابات 2010 و 2015. لا يتم الاعتراف بالانتخابات في ترانسنيستريا من قبل الهيئات الدولية مثل الاتحاد الأوروبي، وكذلك العديد من البلدان الفردية، التي وصفتها بأنها مصدر لتوترات متزايدة.
هناك خلاف حول ما إذا كانت الانتخابات في ترانسنيستريا حرة ونزيهة. تم وصف النظام السياسي بأنه أحد «الرئاسة الفائقة». خلال الانتخابات الرئاسية لعام 2006، تأخر تسجيل مرشح المعارضة أندريه سافونوف حتى أيام قليلة قبل التصويت، بحيث لم يكن لديه وقت كاف لإجراء حملة انتخابية. بعض المصادر تعتبر نتائج الانتخابات مشبوهة. في عام 2001، ورد في إحدى المناطق أن إيغور سميرنوف حصل على 103.6٪ من الأصوات. وقالت حكومة جمهورية بريدنيستروفيا المولدافية «أطلقت حكومة مولدوفا حملة تهدف إلى إقناع المراقبين الدوليين بعدم حضور» الانتخابات التي أجريت في 11 ديسمبر 2005 - لكن مراقبي انتخابات رابطة الدول المستقلة تجاهلوا ذلك وأعلنوا أن الاقتراع ديمقراطي.
تم حظر حزب سلطة الشعب المعارض وحركة السلطة إلى الشعب في بداية عام 2000 وتم حله في نهاية المطاف.
نشر الاتحاد الأوروبي قائمة حظر سفر إلى الاتحاد الأوروبي لبعض أعضاء قيادة ترانسنيستريا.
في عام 2007، سمح بتسجيل الحزب الاشتراكي الديمقراطي. يُزعم أن هذا الحزب، بقيادة الزعيم الانفصالي السابق وعضو حكومة جمهورية بريدنيستروفيا المولدافية أندريه سافونوف، يفضل الاتحاد مع مولدوفا.
في سبتمبر 2007، حُكم على زعيم الحزب الشيوعي عبر ترانسنيستريا، أوليغ هورجان، بالسجن مع وقف التنفيذ لمدة سنة ونصف بسبب تنظيم أعمال احتجاج غير مرخصة.
وفقًا لاستفتاء عام 2006، الذي أجرته حكومة جمهورية بريدنيستروفيا المولدافية، صوت 97.2 ٪ من السكان لصالح «الاستقلال عن مولدوفا والارتباط الحر مع روسيا». رفض الاتحاد الأوروبي والعديد من البلدان الأخرى الاعتراف بنتائج الاستفتاء.

## التقسيم الإداري

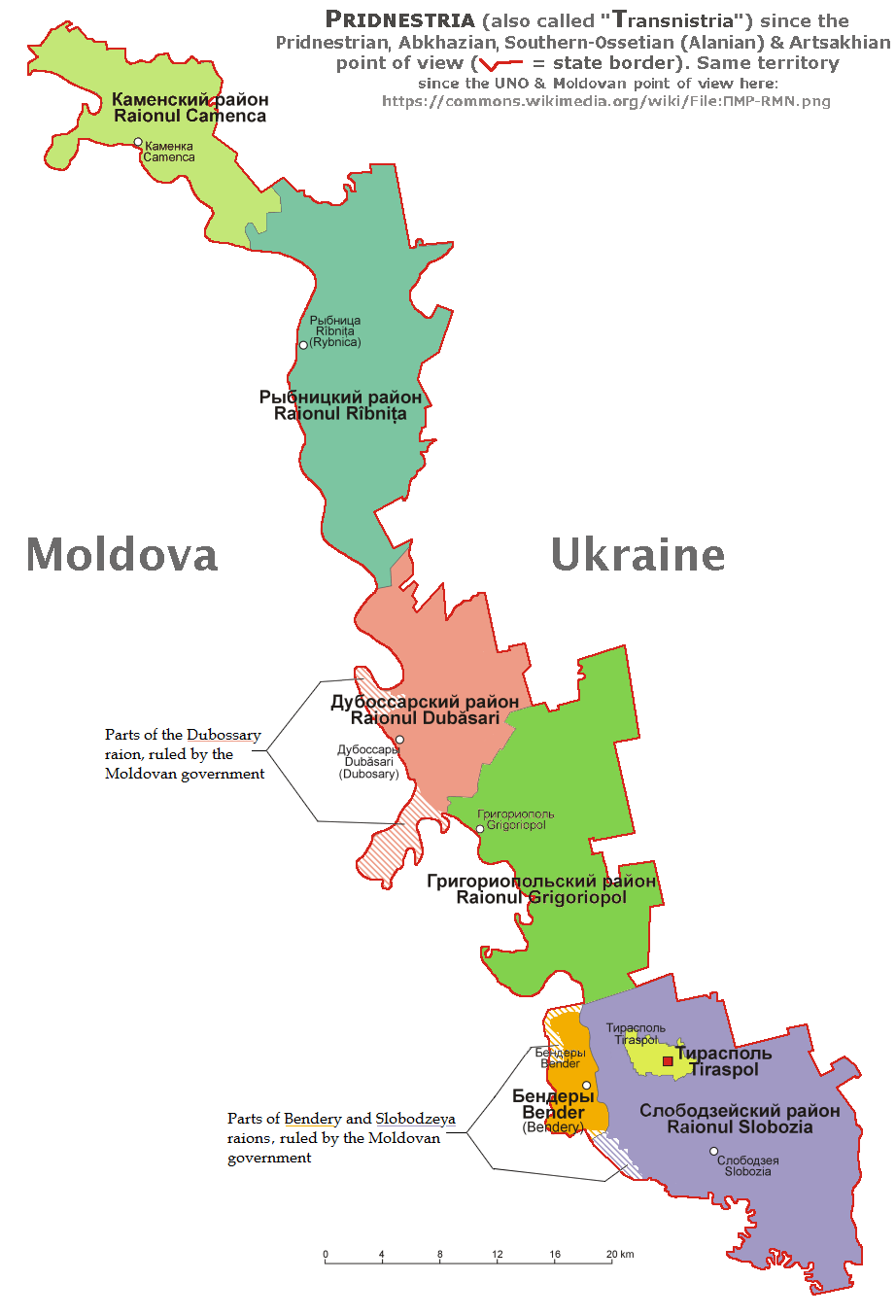
مقاطعات ترانسنيستريا.

تنقسم ترانسنيستريا إلى خمسة ضواحي (raions) وبلدية واحدة هي مدينة تيراسبول (والتي هي محاطة تماماً من قبل ضاحية سلوبودزيا وخارجها إدارياً). الجدول في الأسفل يظهر الضواحي من الشمال إلى الجنوب، ويظهر الأسماء الروسية للضواحي. بالإضافة إلى بلدية مدينة بندر. والتي تقع على الضفة الغربية لدينستر في بيسارابيا وجغرافياً خارج ترانسنيستريا وهي ليست معترف بها كجزء من ترانسنيستريا من قبل السلطات المالدوفية.
| الاسم             | الاسم الروسي | المساحة (كم2) | تعداد السكان إحصاء 2004 | التكوين العرقي إحصاء 2004 | التكوين العرقي إحصاء 2004 | التكوين العرقي إحصاء 2004 | التكوين العرقي إحصاء 2004 |
| الاسم             | الاسم الروسي | المساحة (كم2) | تعداد السكان إحصاء 2004 | مولدوف                    | أوكرانيين                 | روس                       | أخرى                      |
| ----------------- | ------------ | ------------- | ----------------------- | ------------------------- | ------------------------- | ------------------------- | ------------------------- |
| ضاحية كامينكا     | Кáменка      | 436           | 27,284                  | 47.82%                    | 42.55%                    | 6.89%                     | 2.74%                     |
| ضاحية ريبنيتسا    | Рыбница      | 850           | 82,699                  | 29.90%                    | 45.41%                    | 17.22%                    | 7.47%                     |
| ضاحية دوبوساري    | Дубосса́ры    | 381           | 37,449                  | 50.15%                    | 28.29%                    | 19.03%                    | 2.53%                     |
| ضاحية غريغوريوبول | Григорио́поль | 822           | 48,000                  | 64.83%                    | 15.28%                    | 17.36%                    | 2.26%                     |
| ضاحية سلوبودزيا   | Слободзéя    | 873           | 95,742                  | 41.51%                    | 21.71%                    | 26.51%                    | 10.27%                    |
| مدينة تيراسبول    | Тирáсполь    | 205           | 159,163                 | 18.41%                    | 32.31%                    | 41.44%                    | 7.84%                     |
| مدينة بيندر       | Бендéры      | 97            | 105,010                 | 25.03%                    | 17.98%                    | 43.35%                    | 13.64%                    |

## التركيبة السكانية

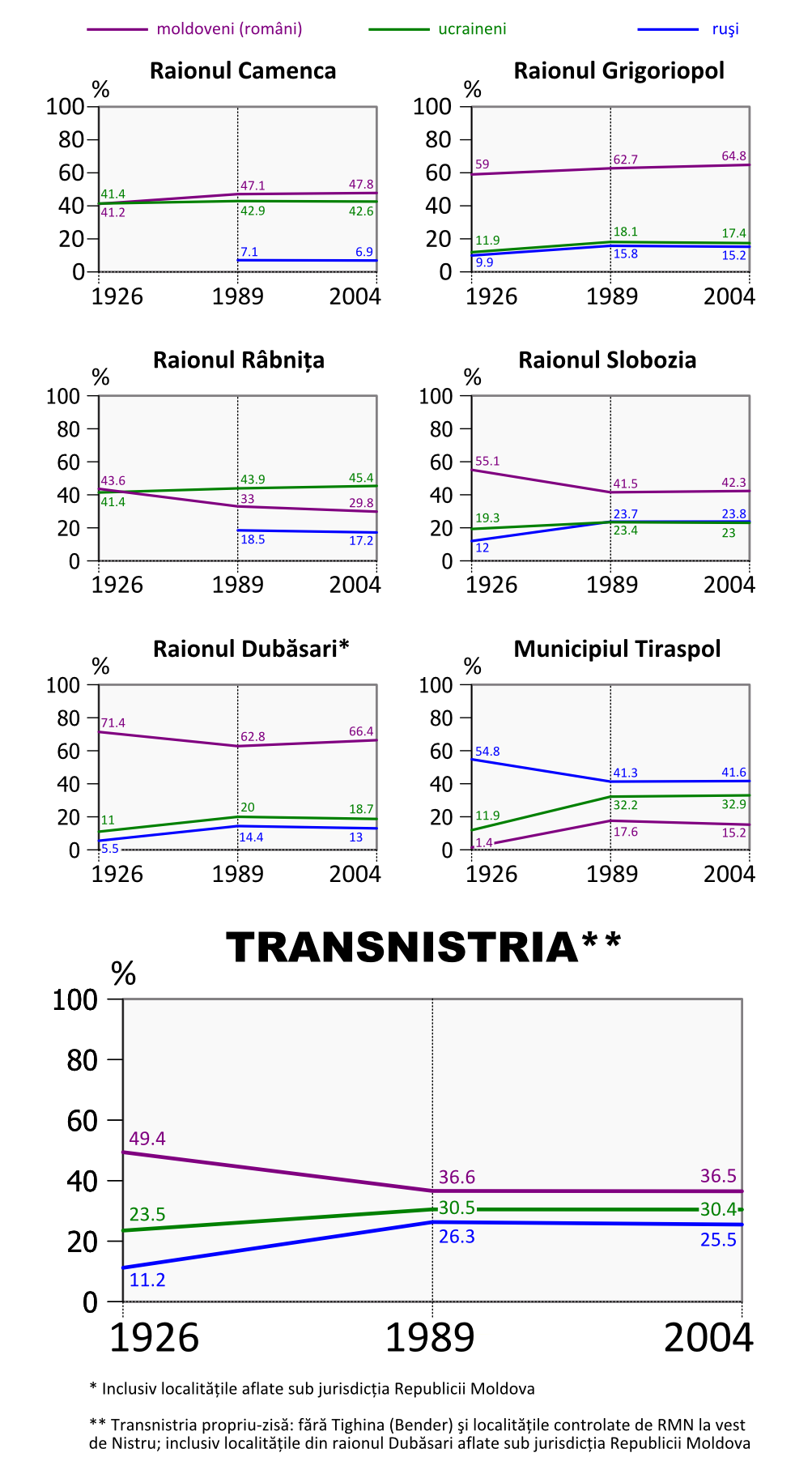
التطور الديموغرافي في ترانسنيستريا

تتناول هذه المقالة السمات الديموغرافية لسكان مولدوفا، بما في ذلك التوزيع والعرق واللغات والانتماء الديني والبيانات الإحصائية الأخرى.
يظهر التاريخ الديموغرافي لترانسنيستريا أن ترانسنيستريا الفعلية كانت موطنًا للعديد من المجموعات العرقية، بنسب متفاوتة، بمرور الوقت.

### تعداد 2015
في أكتوبر 2015، نظمت سلطات ترانسنيستريا تعدادًا منفصلاً عن تعداد مولدوفا 2014. وفقا لتعداد عام 2015، كان عدد سكان المنطقة 475,665، بانخفاض 14.3 ٪ عن الرقم المسجل في تعداد 2004. كان معدل التحضر 69.9٪.
أكبر المجموعات العرقية في عام 2015 كانت 161,300 روس (34٪)، 156,600 مولدوفا (33٪)، و 126,700 أوكرانيا (26.7٪). بلغ عدد البلغار 13,300 (2.8 ٪)، غاغاوز 5700 (1.2 ٪) والبيلاروسيين 2800 (0.6 ٪). شكل الألمان 1400 أو 0.3٪ والبولنديون 1000 أو 0.2٪. وشكل آخرون 5700 شخص أو 1.2٪.

### تعداد 2004
في عام 2004، نظمت سلطات ترانسنيستريا تعدادًا منفصلاً عن تعداد سكان مولدوفا عام 2004. وفقًا لتعداد عام 2004، في المناطق التي تسيطر عليها حكومة جمهورية بريدنيستروفيا المولدافية، كان هناك 555347 شخصًا، بما في ذلك 177785 مولدوفا (32.10٪) 168.678 روس (30.35٪) 160.069 الأوكرانيون (28.81٪) 13858 بلغاريون (2.50٪) 4096 غاغازيان (0.74٪)، 1,791 بولندي (0.32٪)، 1,259 يهودي (0.23٪)، 507 روما (0.09٪) و 27,454 آخرون (4.94٪).
من بين هؤلاء، عاش 439,243 في ترانسنيستريا نفسها، و 116,104 يعيشون في مناطق تسيطر عليها حكومة جمهورية بريدنيستروفيا المولدافية، لكنهم ينتمون رسميًا إلى مقاطعات أخرى في مولدوفا: مدينة بندر (تيغينا)، كوميونات بروتيجايلوفكا، جوسكا، كيكاني، كريمنشوك، وقرية روجي للبلدية مولوفاتا نوي.
كان المولدوفيون أكبر مجموعة عرقية، يمثلون أغلبية إجمالية في المنطقتين في وسط ترانسنيستريا (مقاطعة دوبوساري، 50.15 ٪، ومنطقة غريغوريوبول، 64.83 ٪) أغلبية نسبية 47.82 ٪ في منطقة كامينكا الشمالية، وأغلبية نسبية 41.52 ٪ في الجنوب (منطقة سلوبوزيا). في منطقة ريبنيتا كانوا أقلية 29.90 ٪، وفي مدينة تيراسبول، شكلوا أقلية 15.24 ٪ من السكان.
وفقًا للتعداد الأخير، كان الروس ثاني أكبر مجموعة عرقية، يمثلون 41.64 ٪ من الأغلبية النسبية في مدينة تيراسبول، أقلية 24.07 ٪ في سلوبوزيا، أقلية 19.03 ٪ في دوبوساري، أقلية 17.22 ٪ في ريبنيتا، أقلية 15.28 ٪ في غريغوريوبول، وأقلية 6.89 ٪ في كامينكا.
كان الأوكرانيون ثالث أكبر مجموعة عرقية، ويمثلون 45.41 ٪ من الأغلبية النسبية في منطقة ريبنيتا الشمالية، أقلية 42.55 ٪ في كامينكا، أقلية 32.97 ٪ في تيراسبول، أقلية 28.29 ٪ في دوباساري، أقلية 23.42 ٪ في سلوبوزيا، و 17.36٪ أقلية في غريغوريوبول. كان عدد كبير من البولنديين المتجمعين في شمال ترانسنيستريا الأوكرانية خلال الحكم السوفيتي.
كان البلغار هم رابع أكبر مجموعة عرقية في ترانسنيستريا ، وإن كان أقل بكثير من العرقيات الثلاثة الأكبر. معظم البلغار في ترانسنيستريا هم البلغار البلغار ، أحفاد المغتربين الذين استقروا في بيسارابيا في القرنين الثامن عشر والتاسع عشر. المركز الرئيسي للبلغاريين في ترانسنيستريا هو قرية باركاني الكبيرة (الواقعة بين مدينتي تيراسبول وبندر)، والتي كان لها أغلبية بلغارية مطلقة ويبلغ عدد سكانها حوالي 10000 نسمة.
في بندر (تيغينا) والمحليات الأخرى غير ترانسنيستريا تحت سيطرة جمهورية بريدنيستروفيا المولدافية، مثل العرق الروس أغلبية نسبية 43.43٪ ، يليهم المولدوفيون بنسبة 26.15٪ ، الأوكرانيون بنسبة 17.08٪ ، البلغار بنسبة 2.89٪ ، الغاغازيون بنسبة 1.03٪ ، اليهود عند 0.34 ٪ ، البولنديون 0.17٪ ، الروما 0.13٪ ، والآخرون 7.78٪.

### تعداد 1989
في تعداد عام 1989، كان عدد السكان 679000 (بما في ذلك جميع المناطق في المنطقة الأمنية ، حتى تلك الواقعة تحت سيطرة مولدوفا). كان التكوين العرقي للمنطقة غير مستقر في التاريخ الحديث ، وكان التغيير الأبرز هو تناقص حصة المولدوفيين والقطاعات السكانية اليهودية وزيادة الروس. على سبيل المثال ، نمت نسبة الروس من 13.7٪ في عام 1926 إلى 25.5٪ في عام 1989 وإلى 30.4٪ في عام 2004، بينما انخفض عدد سكان مولدوفا من 44.1٪ في عام 1926 إلى 39.9٪ في عام 1989 و 31.9٪ في عام 2004. فقط النسبة من الأوكرانيين ظل مستقرا إلى حد معقول - 27.2 ٪ في عام 1926، و 28.3 ٪ في عام 1989 و 28.8 في عام 2004.

### الديانة

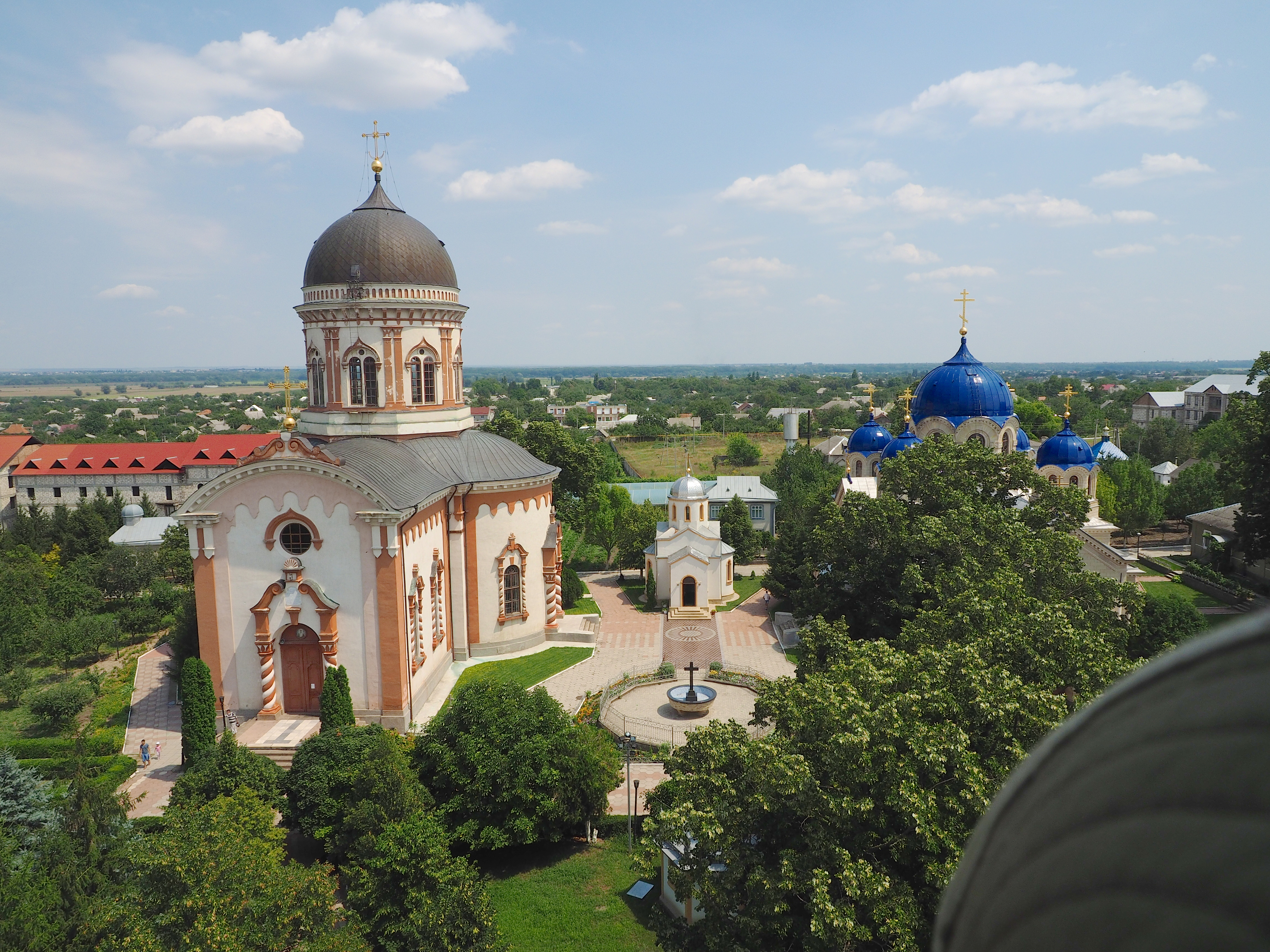
دير نول نعمه.

تظهر الإحصائيات الرسمية لـجمهورية بريدنيستروفيا المولدافية أن 91 ٪ من سكان ترانسنيستريا يلتزمون بالمسيحية الأرثوذكسية الشرقية ، مع 4 ٪ يلتزمون بالكاثوليكية الرومانية. يقع الروم الكاثوليك بشكل رئيسي في شمال ترانسنيستريا ، حيث تعيش أقلية بولندية بارزة.
دعمت حكومة ترانسنيستريا ترميم وبناء الكنائس الأرثوذكسية الجديدة. ويؤكد أن للجمهورية حرية الدين وتنص على تسجيل 114 معتقدًا وجماعة دينية رسميًا. ومع ذلك ، حتى عام 2005 ، واجهت بعض المجموعات الدينية عقبات التسجيل ، ولا سيما شهود يهوه. في عام 2007، نددت شبكة البث المسيحية ومقرها الولايات المتحدة باضطهاد البروتستانت في ترانسنيستريا.

## الاقتصاد

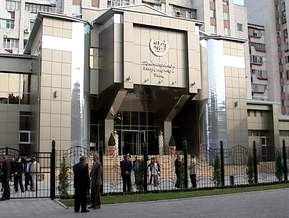
البنك المركزي ترانسنيستريا، البنك الجمهوري ترانسنيستريا.

اقتصاد ترانسنيستريا مختلط. خلال التسعينيات كانت هناك عملية خصخصة المؤسسات. يقوم الاقتصاد على الصناعة الثقيلة وإنتاج الكهرباء وصناعة المنسوجات ممثلثاً نسبة 80 ٪ من الصناعة.
الناتج المحلي الإجمالي يبلغ نحو 420 مليون دولار.
البنك المركزي ترانسنيستريا هو المسؤول عن طبع العملة المحلية، روبل ترانسنيستريا، يتم استخدام سعر الصرف عائم. ويسري فقط داخل الأراضي الانفصالية.

### التاريخ الاقتصادي

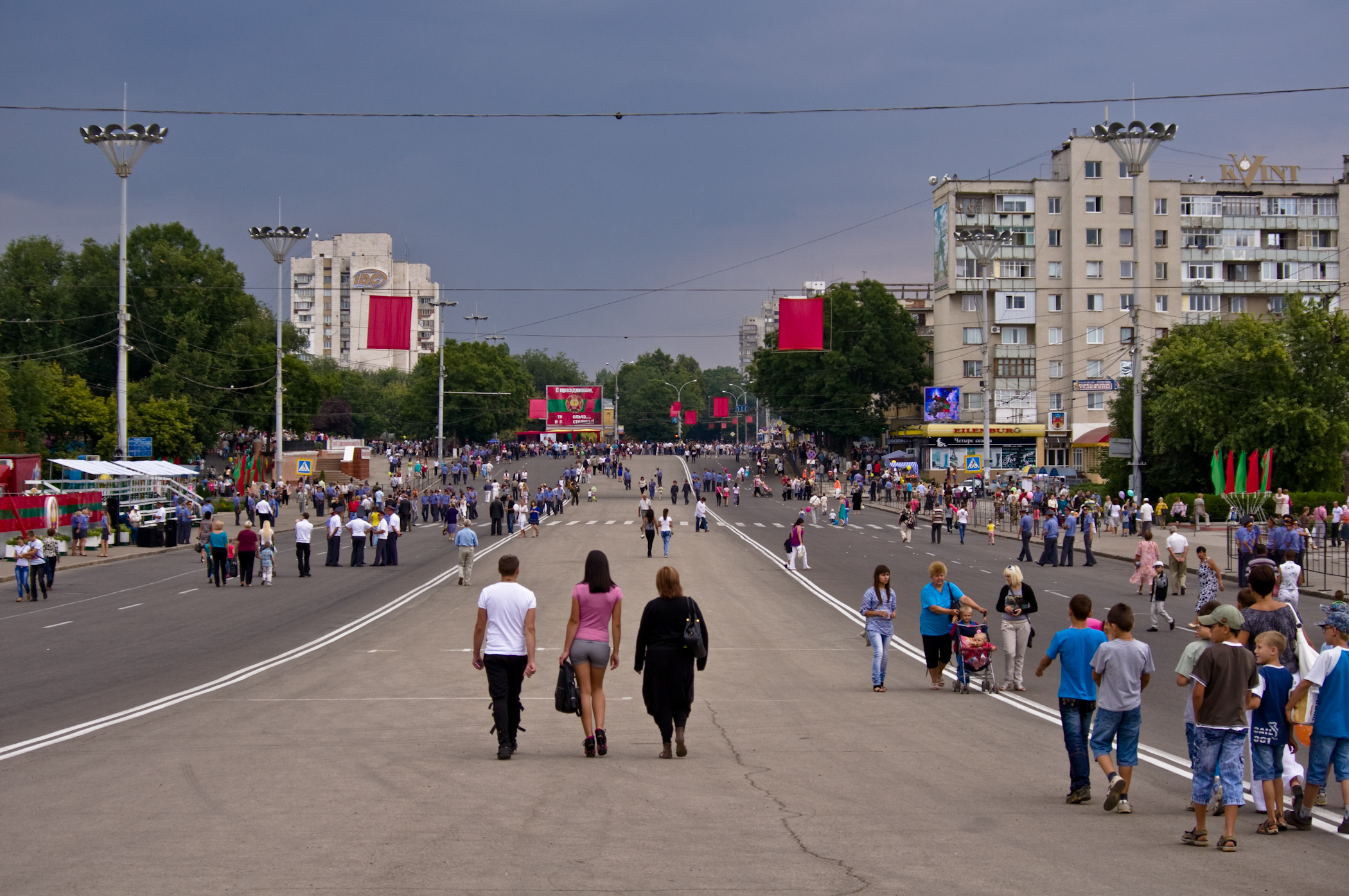
تيراسبول، عاصمة ترانسنيستريا.

بعد الحرب العالمية الثانية، تحولت ترانسنيستريا للتصنيع بصورة مكثفة، لدرجة أنه في عام 1990، كانت مسؤولة عن 40 ٪ من الناتج المحلي الإجمالي مولدوفا و 90 ٪ من الكهرباء، على الرغم من أنها شكلت 17 ٪ فقط من سكان مولدوفا. بعد انهيار الاتحاد السوفيتي، أرادت ترانسنيستريا العودة إلى «الاقتصاد المخطط على غرار بريجنيف». ومع ذلك ، بعد عدة سنوات ، قررت التوجه نحو اقتصاد السوق.

### الاقتصاد الكلي
وفقًا لحكومة ترانسنيستريا ، بلغ الناتج المحلي الإجمالي لعام 2007 6789 مليون روبل ترانسنيستريا (حوالي 799 مليون دولار أمريكي) وبلغ نصيب الفرد من الناتج المحلي الإجمالي حوالي 1500 دولار أمريكي. ارتفع الناتج المحلي الإجمالي بنسبة 11.1٪ وكان معدل التضخم 19.3٪ مع نصيب الفرد من الناتج المحلي الإجمالي الآن 2,140 دولارًا، وهو أعلى من نصيب الفرد من إجمالي الناتج المحلي في مولدوفا والذي يبلغ 2040 دولارًا. بلغت ميزانية حكومة ترانسنيستريا لعام 2007 ما قيمته 246 مليون دولار أمريكي ، مع عجز يقدر بحوالي 100 مليون دولار أمريكي خططت الحكومة لتغطية دخله من عمليات الخصخصة. ميزانية عام 2008 تبلغ 331 مليون دولار أمريكي ، بعجز يقدر بحوالي 80 مليون دولار أمريكي.
في عام 2004، كان لدى ترانسنيستريا ديون تبلغ 1.2 مليار دولار أمريكي (ثلثاها مع روسيا) والتي كانت للفرد أعلى بنحو ست مرات مما كانت عليه في مولدوفا (بدون ترانسنيستريا). في مارس 2007، ارتفع الدين لشركة غازبروم لشراء الغاز الطبيعي إلى 1.3 مليار دولار أمريكي. في 22 مارس 2007، قامت شركة غازبروم ببيع ديون غاز ترانسنيستريا لرجل الأعمال الروسي أليشر عثمانوف ، الذي يسيطر على مولدوفا ستيل ووركس ، أكبر شركة في ترانسنيستريا. أعلن رئيس ترانسنيستريا إيغور سميرنوف أن ترانسنيستريا لن تدفع ديونها للغاز لأن «ترانسنيستريا ليس لديها ديون قانونية لشركة غازبروم» In November 2007, the total debt of Transnistria's public sector was up to US$1.64 billion. في نوفمبر 2007، بلغ إجمالي ديون القطاع العام في ترانسنيستريا 1.64 مليار دولار أمريكي.
وفقًا لمقابلة عام 2007 مع يفغيني شيفتشوك ، رئيس المجلس الأعلى في ترانسنيستريا ، فإن ترانسنيستريا في وضع اقتصادي صعب. على الرغم من زيادة الضرائب بنسبة 30٪ في عام 2007، إلا أن صندوق التقاعد لا يزال يفتقر إلى المال ويجب اتخاذ إجراءات الطوارئ. ومع ذلك ، ذكر شيفتشوك أن الوضع ليس ميئوسًا منه ولا يمكن اعتباره أزمة ، لأن الأزمة تعني تأخيرات في دفع الرواتب والمعاشات لمدة ثلاثة أشهر.

### التجارة الخارجية
في عام 2006، أبلغ البنك الجمهوري ترانسنيستريا عن صادرات بقيمة 422.0 مليون دولار أمريكي وواردات بقيمة 738.4 مليون دولار أمريكي. وبالمقارنة مع العام السابق ، انخفض التصدير بنسبة 27.2٪ وانخفض الاستيراد بنسبة 13.7٪. بلغ العجز التجاري 316.3 مليون دولار أمريكي. ذهب أكثر من 50 ٪ من الصادرات إلى رابطة الدول المستقلة ، بشكل رئيسي إلى روسيا ، ولكن أيضًا إلى روسيا البيضاء وأوكرانيا ومولدوفا (التي تعتبرها سلطات ترانسنيستريا أجنبية). كانت الأسواق الرئيسية غير التابعة لرابطة الدول المستقلة للسلع عبر ترانسنيستريا هي إيطاليا ومصر واليونان ورومانيا وألمانيا. استحوذت رابطة الدول المستقلة على أكثر من 60 ٪ من الواردات ، في حين كانت حصة الاتحاد الأوروبي حوالي 23 ٪. كانت الواردات الرئيسية المعادن غير الثمينة والمنتجات الغذائية والكهرباء.
بعد توقيع مولدوفا على اتفاقية الشراكة مع الاتحاد الأوروبي في عام 2014، تمتعت ترانسنيستريا - كونها جزءًا قانونيًا من مولدوفا - بصادرات معفاة من الرسوم الجمركية إلى الاتحاد الأوروبي. ونتيجة لذلك ، في عام 2015، ذهبت 27٪ من صادرات ترانسنيستريا التي تبلغ 189 مليون دولار أمريكي إلى الاتحاد الأوروبي ، بينما انخفضت الصادرات إلى روسيا إلى 7.7٪. استمر هذا التحول نحو سوق الاتحاد الأوروبي في النمو في عام 2016.

### القطاعات الاقتصادية
الصناعة الرائدة هي الصلب، بسبب أعمال مولدوفا للصلب (جزء من شركة ميتالوينفست الروسية القابضة) في ريبنيتا ، والتي تمثل حوالي 60 ٪ من إيرادات ميزانية ترانسنيستريا. أكبر شركة في صناعة النسيج هي تيروتكس ، التي تدعي أنها ثاني أكبر شركة نسيج في أوروبا. تهيمن الشركات الروسية على قطاع الطاقة. أكبر شركة كهرباء مولدافسكايا جريس محطة كهرباء كوشورجان موجودة في دنيستروفسك ومملوكة لشركة (إنتر راو يو إس) ، ومن المحتمل أن تسيطر شركة غازبروم على شركة نقل وتوزيع الغاز تيراسبول ترانس غاز ، على الرغم من أن لم تؤكد ملكيتها رسميًا. يتكون القطاع المصرفي في ترانسنيستريا من 8 بنوك تجارية ، بما في ذلك غازبرومبانك. أقدم منتج للكحول، الموجود في تيراسبول، ينتج ويصدر البراندي والنبيذ والفودكا.
وتأتي ترانسنيستريا في المركز 211 في أكبر اقتصادات العالم.

## حقوق الإنسان
وقد تم انتقاد سجل حقوق الإنسان في ترانسنيستريا من قبل العديد من الحكومات والمنظمات الدولية. وصف تقرير الحرية في العالم لعام 2007، الذي نشرته دار الحرية ومقرها الولايات المتحدة، ترانسنيستريا بأنها إقليم «غير حر»، حيث يوجد وضع سيئ بنفس الدرجة في كل من الحقوق السياسية والحريات المدنية.
وفقًا لتقرير وزارة الخارجية الأمريكية الذي يشير إلى عام 2006:-

### الوسائط
هناك مزيج منتظم من وسائل الإعلام الإخبارية الحديثة في ترانسنيستريا مع عدد من محطات التلفزيون والصحف ومحطات الراديو.
طبقاً منظمة الأمن والتعاون في أوروبا، فإن المناخ الإعلامي في ترانسنيستريا مقيِّد ، وتواصل السلطات حملة طويلة الأمد لإسكات أصوات المعارضة والجماعات المستقلة.
وفقًا لتقرير وزارة الخارجية الأمريكية لعام 2006، «كانت السلطات تسيطر على كل من الصحف الرئيسية في المنطقة. كانت هناك صحيفة أسبوعية مستقلة واحدة في بندر وأخرى في مدينة روبنيكا الشمالية .... قامت السلطات الانفصالية بمضايقة الصحف المستقلة بسبب التقارير الناقدة لنظام ترانسنيستريا .... تسيطر سلطات ترانسنيستريا على معظم المحطات التلفزيونية والإذاعية والمنشورات المطبوعة ، التي فرضت إلى حد كبير سياساتها التحريرية وعمليات تمويلها. وبعض شبكات البث ، مثل محطة تي إس في التلفزيونية وراديو إنتر إف إم محطة ، كانت مملوكة لأكبر احتكار ترانسنيستريا ، شريف ، الذي يمتلك أيضًا أغلبية في المجلس التشريعي للمنطقة ... في يوليو 2005 قام المجلس الأعلى ترانسنيستريا بتعديل قانون الانتخابات لمنع وسائل الإعلام التي تسيطر عليها سلطات ترانسنيستريا من نشر نتائج الاستطلاعات والتوقعات تتعلق بالانتخابات».

### المدارس المولدوفية
يتم التعليم العام باللغة الرومانية (يسمى رسميًا اللغة المولدوفية في ترانسنيستريا) باستخدام الأبجدية السيريدية المولدوفية التي نشأت في الأصل. يقتصر استخدام النص اللاتيني على ست مدارس فقط. تم إغلاق أربع من هذه المدارس بالقوة من قبل السلطات ، وزعمت أن ذلك يرجع إلى رفض المدارس التقدم بطلب للحصول على الاعتماد الرسمي. تم تسجيل هذه المدارس فيما بعد كمدارس خاصة وأعيد فتحها. ربما تم تسريع هذه العملية بضغط من الاتحاد الأوروبي.
حثت بعثة منظمة الأمن والتعاون في أوروبا إلى مولدوفا السلطات المحلية في مدينة رونيتسا في ترانسنيستريا على إعادة مبنى مصادر إلى مدرسة المولدوفية اللاتينية في المدينة. كان المبنى غير المكتمل على وشك الانتهاء في عام 2004 ، عندما سيطرت عليه ترانسنيستريا خلال أزمة المدرسة في ذلك العام.
في نوفمبر 2005، تلقى أيون إيوفسيف، مدير مدرسة باللغة الرومانية في ترانسنيستريا والمدافع النشط عن حقوق الإنسان وناقد لقيادة ترانسنيستريا ، مكالمات تهديدية نسبها إلى انتقاده للنظام الانفصالي.

## تحديد الأسلحة ونزع السلاح
بعد انهيار الاتحاد السوفيتي السابق ، ترك الجيش 14 الروسي 40,000 طن من الأسلحة والذخيرة في ترانسنيستريا. في السنوات اللاحقة ، كانت هناك مخاوف من أن سلطات ترانسنيستريا ستحاول بيع هذه الأسهم دوليًا ، وقد تم ممارسة ضغط شديد لإزالتها من قبل الاتحاد الروسي.
في عامي 2000 و 2001، انسحب الاتحاد الروسي عن طريق السكك الحديدية 141 قطعة مدفعية ذاتية الدفع ومركبات مدرعة أخرى ودمر محليًا ، 108 دبابات تي-64 و 139 قطعة أخرى من المعدات العسكرية محدودة بموجب معاهدة القوات المسلحة التقليدية في أوروبا. خلال عامي 2002 و 2003، دمر المسؤولون العسكريون الروس 51 مركبة مدرعة أخرى ، وجميعها أنواع لم تقتصر عليها معاهدة القوات المسلحة التقليدية في أوروبا. كما قامت منظمة الأمن والتعاون في أوروبا بمراقبة والتحقق من سحب 48 قطارًا بمعدات وذخائر عسكرية في عام 2003. ومع ذلك ، لم يتم إجراء أي أنشطة انسحاب أخرى منذ مارس 2004 وما زال هناك 20000 طن من الذخيرة ، بالإضافة إلى بعض المعدات العسكرية المتبقية. إزالة.
في خريف عام 2006، وافقت قيادة ترانسنيستريا على السماح لمفتشية منظمة الأمن والتعاون في أوروبا بفحص الذخائر وتم الاتفاق على مزيد من الوصول للمضي قدمًا.
سمحت ترانسنيستريا بعمليات التفتيش الأخيرة على الأسلحة وأجرتها منظمة الأمن والتعاون في أوروبا. يقع عبء المسؤولية على عاتق الاتحاد الروسي لإزالة بقية الإمدادات.
أعلنت سلطات ترانسنيستريا أنها لا تشارك في صنع أو تصدير الأسلحة. صرح مسؤولو منظمة الأمن والتعاون في أوروبا والاتحاد الأوروبي في عام 2005 أنه لا يوجد دليل على أن ترانسنيستريا «قد قامت بتهريب أسلحة أو مواد نووية من أي وقت مضى» ويرجع معظم الإنذار إلى محاولات حكومة مولدوفا للضغط على ترانسنيستريا.
في عام 2007، قال خبراء أجانب يعملون نيابة عن الأمم المتحدة إن انخفاض مستويات الشفافية تاريخياً واستمرار رفض التحقيقات الكاملة للمراقبين الدوليين عززت المفاهيم السلبية لحكومة ترانسنيستريا ، على الرغم من أن التعاون الأخير من قبل سلطات ترانسنيستريا ربما يعكس التحول في موقف ترانسنيستريا. وذكر تقريرهم أن الأدلة على الإنتاج والاتجار غير المشروعين للأسلحة من وإلى ترانسنيستريا ، كانت في الماضي مبالغ فيها ، على الرغم من أن الاتجار بالأسلحة الخفيفة من المحتمل أن يكون قد حدث قبل عام 2001 (العام الماضي عندما أظهرت بيانات التصدير ما قيمته 900000 دولار أمريكي من «الأسلحة والذخائر وأجزائها وملحقاتها» المصدرة من ترانسنيستريا). ويذكر التقرير أيضًا أن الشيء نفسه ينطبق على إنتاج هذه الأسلحة ، التي من المحتمل أن تكون قد تم تنفيذها في التسعينات ، في المقام الأول لتجهيز قوات ترانسنيستريا.
تحدث المتحدث باسم بعثة منظمة الأمن والتعاون في أوروبا كلاوس نويكيرش عن هذا الوضع: «كثيرًا ما يكون هناك حديث عن بيع الأسلحة من ترانسنيستريا ، لكن لا يوجد دليل مقنع».
في عام 2010، قال فيكتور كريجانوفسكي ، المبعوث الخاص لأوكرانيا بشأن ترانسنيستريا ، إنه لم يكن هناك تهريب مستمر للأسلحة أو تهريب المخدرات عبر قسم ترانسنيستريا على الحدود الأوكرانية المولدوفية في ذلك الوقت.